# بریگزویل (ویسکانسین)
بریگزویل (به انگلیسی: Briggsville) یک منطقهٔ مسکونی در ایالات متحده آمریکا است که در Douglas واقع شده‌است. بریگزویل ۲۴۵٫۹۸ متر بالاتر از سطح دریا واقع شده‌است.